# Selenotholus foelschei
Selenotholus foelschei é uma espécie de aranha pertencente à família Theraphosidae (tarântulas).